# Каменское сельское поселение (Волгоградская область)
Каме́нское се́льское поселе́ние — муниципальное образование в Городищенском районе Волгоградской области.
Административный центр — посёлок Каменный.

## История
Каменское сельское поселение образовано 14 мая 2005 года в соответствии с Законом Волгоградской области № 1058-ОД.

## Население
| 2010  | 2012  | 2013  | 2014  | 2015  | 2016  | 2017  |
| ----- | ----- | ----- | ----- | ----- | ----- | ----- |
| 1398  | ↗1402 | ↘1367 | →1367 | ↘1343 | ↗1353 | ↘1334 |
| 2018  | 2019  | 2020  | 2021  |       |       |       |
| ↘1327 | ↘1297 | ↘1276 | ↘1272 |       |       |       |

## Состав сельского поселения
| № | Населённый пункт | Тип населённого пункта          | Население |
| - | ---------------- | ------------------------------- | --------- |
| 1 | Каменный         | посёлок, административный центр | ↘1243     |